# Goniobranchus fabulus
Goniobranchus fabulus — вид голозябрових молюсків родини Chromodorididae. Описаний у 2022 році на основі генетичного аналізу. До цього його плутали з Goniobranchus preciosus (Kelaart, 1858).

## Поширення
Молюск населяє тропічну західну та південну центральну частину Тихого океану — Філіппіни, Японія, Папуа Нова Гвінея, Нова Каледонія, Тонга, Вануату, Австралія та Фіджі.

## Опис
Максимальний розмір тіла — 18 мм. Овальне тіло з гладким вузлом без горбків. Непрозорий білий нотум без плям або інших відміток. Чотири крайові смуги різних кольорів. Стебла ринофора без пігменту.
Відомо два морфотипи цього виду, позначені як морфотипи A та B:
- A: Чотири крайові смуги — крайня непрозора синювато-біла, потім темно-червона, потім жовта, і, нарешті, непрозора біла, усі однакової ширини; зябра та ринофори червонувато-фіолетові з білими краями.
- B: Чотири крайові смуги — крайня крапчаста непрозора біла, потім темно-червона, потім жовта і, нарешті, непрозора біла; зябра та ринофори червонувато-фіолетові з білими краями та непрозорими білими крапками.